# 遣使會
遣使會（拉丁語：Congregatio Missionis，天主教會中經常縮寫為），又稱拉匝祿會（Lazarites， 或 前身為痳瘋院），是由聖文生創立的天主教使徒生活團，1633年1月12日由教宗乌尔班八世批准成立。現有約4千名會士分佈在全球86個國家。

## 遣使會與中國
1699年，第一批遣使會神父毕天祥（Luigi Antonio Appiani，1663-1732）和穆天尺（Johannes Müllener，1673-1742）来到中国，二人均在四川傳教。
乾隆三十八年(1773年7月21日)，教皇克雷芒十四世发出敕令 Dominus ac Redemptor “吾主救世主”，解散耶稣会。于1782年起在华传教事务由遣使会受命接管。
1840年，遣使会的法国神父孟振生（Fr. Joseph Martian Mouly）在长城以外的村庄西湾子（河北崇礼）被任命為蒙古代牧區主教，1856年，他又担任北京、正定代牧區主教。1860年，孟振生主教得以进入北京，住进北堂。
遣使会曾经是在中国最重要的一个传教修会，所负责的教区教友人数最为众多。1937年，遣使会负责河北、江西、浙江3省的14个重要教区：北京教区、宁波教区、正定教区、九江教区（1946年迁到南昌）、余江教区、吉安教区、保定教区、杭州教区、天津教区、顺德教区、永平教区、赣州教区、安国教区、台州教区等，共有260位神學生（主修生），有875位是副修生，所有神學生中有675位已經晉鐸，其中有450位成為遣使會士。遣使會士中有167位中國人。
19世纪来华的遣使会会士主要是法国人，到20世纪，有許多遣使会傳教士陆续從荷蘭、波蘭、比利時、義大利、美國和愛爾蘭等国來到中國。荷兰主教管理永平教区，波兰主教管理顺德教区，意大利主教管理吉安教区，美国主教管理余江教区和赣州教区，而中国主教管理安国教区。
遣使会1902年在浙江嘉兴設立了浙江大神學院，1909年设立了北京文声学院（柵欄神學院）。
多位中華殉道聖人（如1840年9月11日在武昌殉教的董文学神父，Saint Jean Gabriel Perboyre）、主張教会中国化的雷鳴遠神父和发现大熊貓、麋鹿、珙桐等物種的大衛神父是遣使會士。
1926年第一批晋升的6名中国籍主教中，河北安国主教孙德楨（Bishop Mechior Sun）和浙江台州主教胡若山（Bishop Joseph Hu）都是遣使會士。
1949-1952年，外國傳教士都被驅逐出境。而大多數的中國籍會士都留在大陸，人數約有150位以上。南昌总主教周济世（Archbishop Joseph Chow）由于拒绝担任愛國會領袖，而被长期监禁，直到1972年死去。

## 历任遣使會會長
1. 1625年—1660年：聖雲仙·保祿
2. 1660年-1672年：勒內·阿爾梅拉斯
3. 1673年—1697年：埃德蒙·若依
4. 1697年—1703年：尼古拉·皮埃隆
5. 1703年—1710年：弗朗索瓦·瓦特爾
6. 1711年—1735年：讓·博內
7. 1736年—1746年：讓·古蒂
8. 1747年—1761年：路易·德·布拉
9. 1762年—1787年：安托萬·雅克爾
10. 1788年—1800年：讓-費利克斯·蓋拉
11. 1827年—1828年：J. 德瓦耶
12. 1829年—1836年：多梅內克·薩爾奧涅
13. 1835年—1842年：讓-巴普蒂斯特·諾佐
14. 1843年—1874年：讓-巴普蒂斯特·埃蒂安
15. 1874年—1878年：歐仁·博雷
16. 1878年—1914年：奧托萬·菲亞特
17. 1914年—1916年：艾米耶·瓦耶特
18. 1919年—1933年：弗朗索瓦·維爾迪埃
19. 1933年—1939年：夏爾·蘇維
20. 1947年—1968年：威廉·斯拉特里
21. 1968年—1980年：詹姆斯·理查德森
22. 1980年—1992年：理查德·麥卡倫
23. 1992年—2004年：羅伯特·P·馬洛尼
24. 2004年至今：格里高利·G·蓋

## 外部連結
- 遣使會官方網頁 （页面存档备份，存于）
- 遣使會中華省會